# Miguel Milhão
Eduardo Miguel Airosa Milhão (Braga, fevereiro de 1983) é um empresário português, conhecido por ser o fundador e atual dono da Prozis, uma das maiores marcas de nutrição desportiva da Europa.

## Biografia
Miguel Milhão afirma ter nascido em Braga, a 29 de fevereiro de 1983, apesar de 1983 não ter sido um ano bissexto e, portanto, não ter havido dia 29 de fevereiro nesse ano.
Quando era jovem, tentou por várias vezes iniciar a sua atividade empresarial, tendo vários projetos que acabaram por fracassar. Vendeu compact discs, roupa e até abriu uma loja em Braga, a Sabores com Saúde, que acabou por falir. Após uma lesão que sofreu quando praticava natação, modalidade em que era federado, deparou-se com a escassez de oferta de produtos de nutrição desportiva em Portugal. Além de poucos, os que existiam eram caros, e esta constatação fez com que, aos 23 anos, fundasse a Prozis.
Em janeiro de 2023, lançou o seu podcast, chamado CdK - sigla para "Conversas do Karalho" -, onde faz entrevistas a diversas personalidades da esfera política, empresarial e mediática portuguesa, especialmente aquelas associadas ou conotadas com a direita, como André Ventura, Carlos Guimarães Pinto, Mário Amorim Lopes, Rui Rocha, Maria Helena Costa, Gustavo Santos, Mário Machado, Camilo Lourenço, Sérgio Tavares, Joana Amaral Dias, Bruno Fialho, Afonso Gonçalves, Gonçalo Sousa, Ossanda Liber ou João Martins (um dos condenados pelo homicídio de Alcindo Monteiro).

## Controvérsias
Em junho de 2022, após o Supremo Tribunal dos Estados Unidos ter decidido que a constituição da federação não confere o direito ao aborto, Miguel Milhão, fundador da Prozis, que vive naquele país, congratulou-se com a decisão, escrevendo o seguinte, em inglês, no LinkedIn: "Parece que os bebés que ainda não nasceram recuperaram os seus direitos nos Estados Unidos! A natureza está a curar-se!". Esta publicação gerou revolta nas redes sociais em Portugal e foi destaque em vários sites portugueses. Várias figuras públicas que faziam publicidade aos produtos da marca abandonaram as parcerias que tinham com a mesma, como Jessica Athayde, Marta Melro, Diana Monteiro e Rita Belinha, entre outras. Antes do fim do mês de junho daquele ano, Miguel Milhão publicou uma carta em que explicava que a sua intervenção teve como objetivos: falar na liberdade de expressão e obter publicidade de graça para a Prozis. Ele estima que a publicidade conseguida com a controvérsia esteja acima dos 10 milhões de euros, graças às pessoas que se recusam a deixar que outros falem sobre o aborto. Ele diz mesmo que colocou todas essas pessoas a trabalhar para a publicidade da Prozis.
Em abril de 2024, Miguel Milhão lançou um anúncio televisivo nos principais canais de televisão portugueses, festejando o seu "aniversário de fecundação". Após alguma polémica sobre o anúncio, alegando que era uma propaganda antiaborto, a RTP disse não ter identificado "propaganda política ou de ideologia" na publicidade do fundador da Prozis.